# Mansión de Lielzalve
La Mansión de Lielzalve (en alemán: Groß-Salwen) es una casa señorial de dos plantas construida en el siglo XIX en la parroquia de Zalve, municipio de Nereta en la región histórica de Selonia, Letonia.

## Historia
Después del colapso de la Orden de Livonia, el territorio a lo largo del río Zalvīte fue fundado por el antiguo Comandante de la Orden Guillermo von Effern, quien en 1563 se casó con parientes del Duque Gotthard Kettler. En 1670, junto con las mansiones de Nereta y Daudzese, se menciona una mansión de Zalve como tercera Mansión de Efern.
Después de la muerte de Wilhelm von Efern en 1617, la Mansión de Zalve fue herdada por su esposa. En 1688 su hija heredó la mansión y la comprometió debido a deudas. Durante la epidemia de peste en la Gran Guerra del Norte de 1710, una gran parte de la población murió en el área de Zalve. En 1744, la Mansión de Zalve fue vendida a Nicolás Korf, propietario del Castillo de Krustpils.
Después de la anexión del Ducado de Curlandia y Semigalia y su incorporación al Imperio ruso, la mansión se convirtió en propiedad de Platon Zubov (1767-1822), que en 1821 se casó con Tekla Valentinovich. En 1826 la finca fue adquirida por el Conde Andréi Shuvalov (Шувалов, 1802-1873) después de su matrimonio con la viuda de Zubov. En 1855, Zalvi fue heredado por su hijo Peter Shuvalov (1827-1889), que después se convirtió en Gobernador-General de Livonia (1864-1866). Debido a que los bosques alrededor de Zalve eran ricos en bestias, los propietarios de la mansión a menudo realizaban cacerías con una gran asistencia de invitados. Su único hijo era el Conde Andréi Shuvalov (1865-1928), que alcanzó el grado de Mayor General en el Imperio ruso (1912), participó en la guerra civil rusa y emigró a Suiza en 1920. Ya en 1900, se colgó un teléfono en la Mansión de Zalve para permitir que el Conde anunciara su llegada a la cacería.
Después de la reforma agraria de 1920, la Mansión de Lielzalve fue dividida entre jóvenes granjeros, y en 1922 la escuela se trasladó a la antigua mansión. Durante la Segunda Guerra Mundial, la escuela albergó un hospital militar del Ejército alemán.